# Sheep Hills (Victoria)
 (septembre 2020).
Sheep Hills est une localité à l'ouest de l'État du Victoria en Australie à 270 km au nord-ouest de Melbourne dans le comté de Yarriambiack. Elle est située dans le Wimmera et compte 28 habitants en 2016.